# Tanypus lenzi
Tanypus lenzi är en tvåvingeart som beskrevs av Spies och Reiss 1966. Tanypus lenzi ingår i släktet Tanypus och familjen fjädermyggor. Inga underarter finns listade i Catalogue of Life.